# Sariegos
Sariegos település Spanyolországban, León tartományban. Lakosainak száma 5444 fő (2024).

## Földrajza
Sariegos León, San Andrés del Rabanedo, Cuadros, Garrafe de Torío és Villaquilambre községekkel határos.

## Népesség
A település lakosságának változását az alábbi diagram mutatja:
| Lakosok száma | 2428 | 3451 | 3880 | 4230 | 4671 | 4819 | 4950 | 5050 | 5306 | 5444 |
|               | 2001 | 2004 | 2007 | 2009 | 2012 | 2014 | 2017 | 2019 | 2022 | 2024 |